# Dendrosmilia
Genre
Dendrosmilia est un genre éteint de coraux durs de la famille des Caryophylliidae.

## Liste d'espèces
Selon World Register of Marine Species (28 juin 2015) le genre Dendrosmilia comprend l'espèce suivante :
- Dendrosmilia duvaliana Milne Edwards & Haime, 1848 †